# Vojvode Stepe
La rue Vojvode Stepe (en serbe cyrillique : Војводе Степе) est située à Belgrade, la capitale de la Serbie, dans la municipalité de Voždovac.
La rue doit son nom au voïvode Stepa Stepanović (1856-1929), qui fut l'un des chefs de guerre les plus importants de la Première Guerre mondiale et de l'histoire militaire de la Serbie.

## Parcours
La rue Vojvode Stepe naît à un rond-point situé au niveau du Bulevar oslobođenja, le « Boulevard de la Libération » ; le rond-point donne également accès aux rues Dr Milutina Ivkovića et Tabanovačka. Elle s'oriente vers le sud-sud-est et croise les rues Triše Kaclerovića (à gauche) et Jove Ilića (à droite). Elle laisse sur sa gauche les rues Admirala Vukovića, Borisavljevićeva et Bože Jankovića. Elle laisse ensuite sur sa droite les rues Pukovnika Purića, Dukljaninova, Vitanovačka et Kostolačka. Elle traverse la rue Nikšićka, laisse sur sa gauche les rues Bose Milićević, Mite Cenića, Kapetana Zavišića et Novakova puis, sur sa droite la rue Ljuba Vučkovića puis, à nouveau sur sa gauche, les rues Generala Rašića et Oktobarska. La rue traverse ensuite le Kružni put, la route principale qui relie les localités et les faubourgs du sud de Belgrade, et accentue son parcours vers l'est, donnant naissance, sur sa droite, à la rue Kumodraška ; elle laisse sur sa gauche la rue Gunjak puis bifurque nettement vers l'est. Elle croise alors les rues Prolećna et Zemljoradička, s'oriente vers le nord-est puis le nord et se termine à la hauteur de la rue Stražarska kosa.

## Enseignement et recherche
L'école maternelle Žikica Jovanović se trouve au n° 195. L'école Vojvoda Stepa est située au n° 520, dans le quartier de Kumodraž.
Le Douzième lycée de Belgrade, installé 82 rue Vojvode Stepe, a ouvert ses portes en 1963.
La Faculté d'ingénierie des transports de l'université de Belgrade, dont l'origine remonte à 1950, se trouve au n° 305 et la Faculté de pharmacie, créée en 1945, au n° 450. L'école supérieure de génie électrique et d'études électroniques appliquées (Visoka škola elektrotehnike i računarstva strukovnih studija) est située au n° 283 ; elle a été créée en 1974.
L'Institut d'immunologie et de virusologie Torlak se trouve 458 rue Vojvode Stepe, l'Institut Kirilo Savić au n° 51 et l'Institut de génétique moléculaire et de génie génétique au n° 444a.

## Santé
La pharmacie Voždovac (Apoteka Voždovac) est située au n° 43 de la rue, la pharmacie Sima Protić au n° 280 et la pharmacie Kumodraž au n° 571 ; elles font toutes partie du réseau Apoteka Beograd.

## Économie
Le Verano Group, dont le siège se trouve 352 rue Vojvode Stepe, rassemble des sociétés travaillant dans les domaines de la construction, de l'immobilier, de l'industrie automobile, du commerce, de l'agroalimentaire et de l'hôtellerie-restauration.
Un supermarché Mini Maxi est situé au n° 45 et deux autres aux n° 276 et 284. Un supermarché Maxi est situé au n° 115. Un supermarché Vero se trouve au n° 253.

## Transports
La rue est desservie par plusieurs lignes de bus de la société GSP Beograd, soit les lignes 18 (Medaković III - Zemun Bačka), 25P (Karaburma II – Kumodraž), 33 (Gare de Pančevački most – Kumodraž) et 39 (Slavija – Kumodraž I). Elle est également parcourue par les lignes de tramway 9 (Banjica - Blok 45), 10 (Kalemegdan – Banjica) et 14 (Ustanička - Banjica).